# Dominique Brême
 (juillet 2016).
Si vous disposez d'ouvrages ou d'articles de référence ou si vous connaissez des sites web de qualité traitant du thème abordé ici, merci de compléter l'article en donnant les références utiles à sa vérifiabilité et en les liant à la section « Notes et références ».
Dominique Brême, né le 12 mars 1957, est un historien d'art français, spécialiste du portrait sous le règne de Louis XIV.

## Biographie
Originaire de Château-Thierry, Dominique Brême entreprend des études d’arts plastiques puis s’oriente vers l'histoire de l’art à l'université Paris IV-Sorbonne. Il consacre son mémoire de maîtrise au portraitiste Gabriel Revel (1643-1712). À l’issue de ce travail, Antoine Schnapper lui confie l’étude de la vie et de l’œuvre du portraitiste François de Troy (1645-1730). Dominique Brême fait en 1980 la connaissance de Georges de Lastic (1927-1988), spécialiste du portrait sous le règne de Louis XIV. Ce dernier avait entrepris la biographie et le catalogue raisonné de l’œuvre de Nicolas de Largillierre (1656-1746). Pendant sept ans, Dominique Brême et Georges de Lastic échangèrent leurs conclusions sur les très nombreux portraits conservés dans les musées français, dans les collections particulières, ou passant sur le marché de l’art, attribués avec plus ou moins de raison à de Troy, Largillierre, Rigaud et autres représentants du genre. Disparu en 1988, Georges de Lastic souhaita que Dominique Brême poursuive ses recherches sur Largillierre.
En 1980, Dominique Brême fait la rencontre décisive de Jacques Thuillier, professeur au Collège de France, avec qui il collabore, jusqu’en 1984, aux projets touchant à l’apport de l’informatique à l’histoire de l’art. En 1985, il est cofondateur de la lettre d’information HAMI (Histoire de l’Art et Moyens Informatiques), publiée à l’initiative de Jacques Thuillier (jusqu’en 1996) et diffusée à un large réseau international d’historiens de l’art.
De 1984 à 2009, Dominique Brême est assistant, puis maître de conférences à l’université Charles-de-Gaulle – Lille III. Il y enseigne l’histoire de la peinture et de la culture humaniste en Europe du XIVe au XVIIIe siècle. Parallèlement, il est chargé des cours de peinture ancienne à l’Institut d’Études Supérieures des Arts (IESA, de 1991 à 1993), des cours de peinture ancienne à Drouot Formation (de 1999 à 2010) et, de 2001 à 2005, chargé de cours à l’École du Louvre.
Depuis avril 2009, Dominique Brême est directeur du musée du Domaine départemental de Sceaux. Le musée comprend le Château de Sceaux, le pavillon de l’Aurore (orné d’une coupole peinte par Charles Le Brun en 1672), l’orangerie (construite en 1686 par Jules Hardouin-Mansart), les écuries (où sont présentées les expositions temporaires) et le Petit Château qui, jusqu’en 2026, constitue le pavillon de préfiguration du musée du Grand Siècle.
Dominique Brême travaille aux catalogues raisonnés des peintres Gabriel Revel (1643-1712), François de Troy (1645-1730), Nicolas de Largillierre (1646-1756) et François Marot (1666-1719).